# ショウヘイ (競走馬)
ショウヘイ（欧字名:Shohei、2022年3月15日 - ）は、日本の競走馬。主な勝ち鞍に2025年の京都新聞杯。
馬名の意味は、人名より。

## 経歴

### デビュー前
2022年10月25日、ノーザンホースパークにて行われたノーザンファームミックスセールに上場し、馬主の石川達絵に4000万円（税別）で落札された。

### 2歳（2024年）
2024年11月30日、京都競馬場第5レースの2歳新馬戦（芝1800m）で、短期騎手免許により来日していたクリスチャン・デムーロを背にデビューした。キタサンブラックやシュガークンを兄に持つアルマデオロや、ブラックスピネルを兄に持つセシアンベリルなど、重賞馬を兄弟に持つ良血馬が揃う中、単勝オッズ2.2倍の1番人気で迎えた。道中は2番手に付けると、4コーナーで先頭へ。直線も先頭に立っていたものの、残り100mでリバティアイランドを姉に持つ、マディソンガールに差し切られ2着に敗れた。次走は12月15日の2歳未勝利戦（芝1800m）に出走。鞍上に川田将雅を起用した。スムーズにスタートを切ると、4番手に付け、先頭集団を見る形へ。直線に入ると、鞍上が手綱を持ったまま先頭に立ち、後続を離して初勝利を飾る。

### 3歳（2025年）

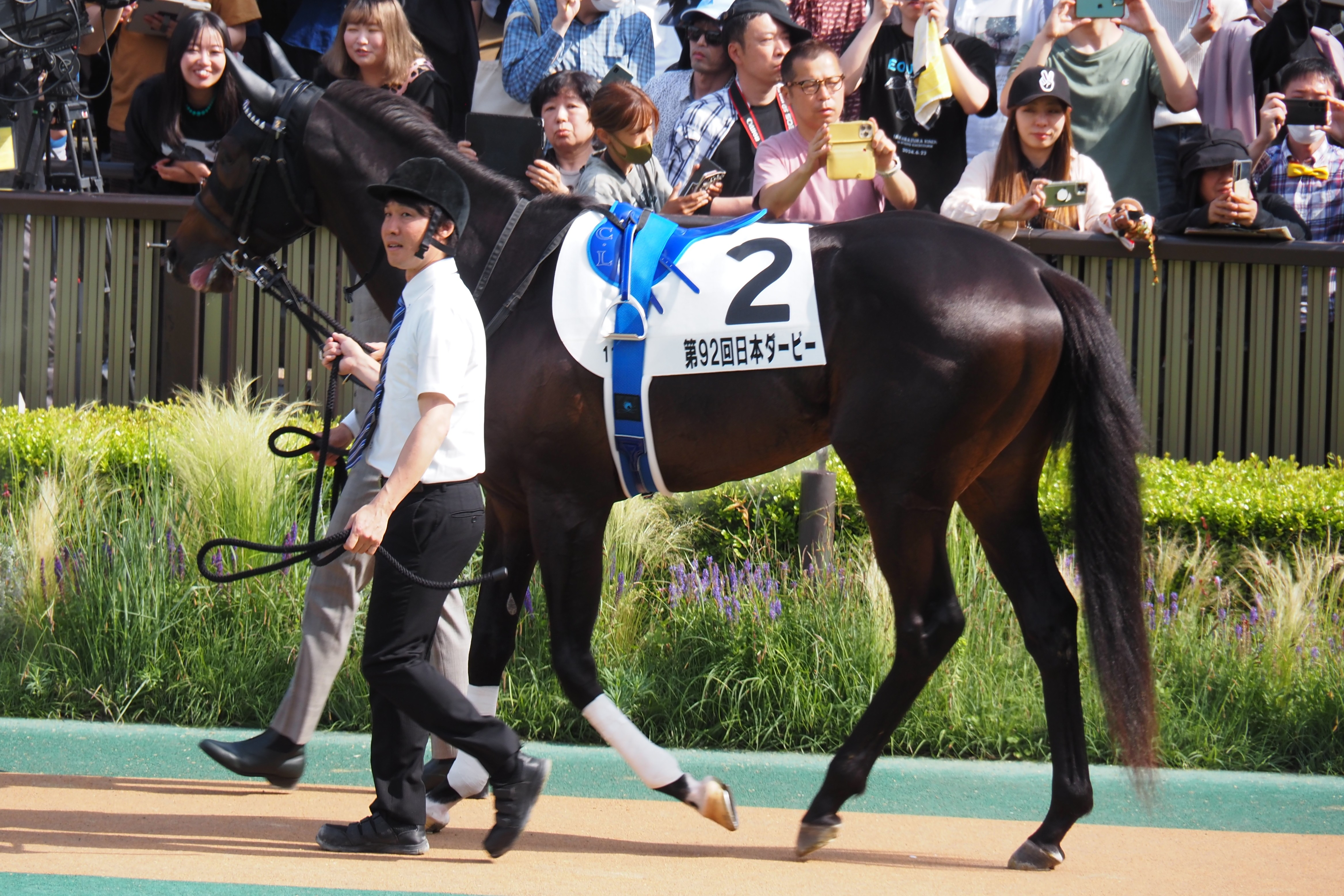
パドックでのショウヘイ（東京優駿）

3歳シーズンは、初重賞挑戦となるきさらぎ賞（GIII）からの始動を選択した。道中は4番手に付け、他馬の動向を伺う。外側に位置し、直線に入るが、末脚を発揮することが出来ず、勝ち馬のサトノシャイニングや、リンクスティップとランスオブカオスの競り合いには届かず、4着で入線した。
陣営は次走に京都新聞杯（GII）を選択。レースは2連勝中のトッピボーンやエムズ、スプリングステークス（GII）3着馬のキングスコールなどに人気を譲り、単勝オッズ10.7倍の5番人気で迎えた。スタートを決めると、2番手に付けて馬群を追走する。1000m63秒3というスローペースの中、じっと展開を待ち直線へ向かう。馬場の真ん中を通ると、後続を突き放し重賞初制覇を飾った。陣営は次走に初のGI挑戦となる東京優駿（GI）への出走を決めた。鞍上にはクリストフ・ルメールを選択した。道中はクロワデュノールらをマークする形で4番手に位置し内側でレースを進める。直線で少し外に持ち出したものの、クロワデュノールに突き放され、更に100m付近でマスカレードボールに交わされて3着で入線した。

## 競走成績
以下の内容は、JBISサーチおよびnetkeiba.comに基づく。
| 競走日     | 競馬場 | 競走名     | 格   | 距離（馬場）  | 頭 数 | 枠 番 | 馬 番 | オッズ （人気） | 着順 | タイム （上り3F） | 着差 | 騎手        | 斤量 [kg] | 1着馬（2着馬）     | 馬体重 [kg] |
| ---------- | ------ | ---------- | ---- | ------------- | ----- | ----- | ----- | --------------- | ---- | ----------------- | ---- | ----------- | --------- | ------------------ | ----------- |
| 2024.11.30 | 京都   | 2歳新馬    |      | 芝1800m（良） | 13    | 3     | 3     | 002.20（1人）   | 02着 | R1:49.5（33.2）   | -0.1 | 0C.デムーロ | 56        | マディソンガール   | 466         |
| 0000.12.15 | 京都   | 2歳未勝利  |      | 芝1800m（良） | 14    | 5     | 8     | 001.40（1人）   | 01着 | R1:48.9（34.6）   | -0.4 | 0川田将雅   | 56        | （フィーユチャン） | 462         |
| 2025.02.09 | 京都   | きさらぎ賞 | GIII | 芝1800m（稍） | 10    | 6     | 6     | 003.20（2人）   | 04着 | R1:48.0（36.3）   | -1.0 | 0川田将雅   | 57        | サトノシャイニング | 458         |
| 0000.05.10 | 京都   | 京都新聞杯 | GII  | 芝2200m（稍） | 10    | 7     | 8     | 010.70（5人）   | 01着 | R2:14.7（33.8）   | -0.4 | 0川田将雅   | 57        | （エムズ）         | 456         |
| 0000.06.01 | 東京   | 東京優駿   | GI   | 芝2400m（良） | 18    | 1     | 2     | 014.40（6人）   | 03着 | R2:24.0（34.3）   | -0.3 | 0C.ルメール | 57        | クロワデュノール   | 460         |

- 競走成績は2025年6月1日現在

## 血統表
| ショウヘイの血統                  | ショウヘイの血統                           | ショウヘイの血統                           | （血統表の出典）                           | （血統表の出典）    |
| 父系                              | キングマンボ系（ミスタープロスペクター系） | キングマンボ系（ミスタープロスペクター系） | キングマンボ系（ミスタープロスペクター系） | [ § 2 ]             |
| 父 サートゥルナーリア 黒鹿毛 2016 | 父の父ロードカナロア 鹿毛 2008             | キングカメハメハ                           | Kingmambo                                  | Kingmambo           |
| 父 サートゥルナーリア 黒鹿毛 2016 | 父の父ロードカナロア 鹿毛 2008             | キングカメハメハ                           | *マンファス                                |                     |
| 父 サートゥルナーリア 黒鹿毛 2016 | 父の父ロードカナロア 鹿毛 2008             | レディブラッサム                           | Storm Cat                                  | Storm Cat           |
| 父 サートゥルナーリア 黒鹿毛 2016 | 父の父ロードカナロア 鹿毛 2008             | レディブラッサム                           | *サラトガデュー                            |                     |
| 父 サートゥルナーリア 黒鹿毛 2016 | 父の母シーザリオ 青毛 2002                 | スペシャルウィーク                         | *サンデーサイレンス                        | *サンデーサイレンス |
| 父 サートゥルナーリア 黒鹿毛 2016 | 父の母シーザリオ 青毛 2002                 | スペシャルウィーク                         | キャンペンガール                           |                     |
| 父 サートゥルナーリア 黒鹿毛 2016 | 父の母シーザリオ 青毛 2002                 | *キロフプリミエール                        | Sadler's Wells                             | Sadler's Wells      |
| 父 サートゥルナーリア 黒鹿毛 2016 | 父の母シーザリオ 青毛 2002                 | *キロフプリミエール                        | Querida                                    |                     |
| 母 オーロトラジェ 栗毛 2016       | 母の父オルフェーヴル 栗毛 2008             | ステイゴールド                             | *サンデーサイレンス                        | *サンデーサイレンス |
| 母 オーロトラジェ 栗毛 2016       | 母の父オルフェーヴル 栗毛 2008             | ステイゴールド                             | ゴールデンサッシュ                         |                     |
| 母 オーロトラジェ 栗毛 2016       | 母の父オルフェーヴル 栗毛 2008             | オリエンタルアート                         | メジロマックイーン                         | メジロマックイーン  |
| 母 オーロトラジェ 栗毛 2016       | 母の父オルフェーヴル 栗毛 2008             | オリエンタルアート                         | エレクトロアート                           |                     |
| 母 オーロトラジェ 栗毛 2016       | 母の母*ミュージカルウェイ 栗毛 2002        | Gold Away                                  | Goldneyev                                  | Goldneyev           |
| 母 オーロトラジェ 栗毛 2016       | 母の母*ミュージカルウェイ 栗毛 2002        | Gold Away                                  | Blushing Away                              |                     |
| 母 オーロトラジェ 栗毛 2016       | 母の母*ミュージカルウェイ 栗毛 2002        | Mulika                                     | Procida                                    | Procida             |
| 母 オーロトラジェ 栗毛 2016       | 母の母*ミュージカルウェイ 栗毛 2002        | Mulika                                     | Gazelia                                    |                     |
| 母系(F-No.)                       | ミュージカルウェイ(FR)系(FN:2-s)           | ミュージカルウェイ(FR)系(FN:2-s)           | ミュージカルウェイ(FR)系(FN:2-s)           | [ § 3 ]             |
| 5代内の近親交配                   | サンデーサイレンス 4×4 Mr. Prospector 5×5  | サンデーサイレンス 4×4 Mr. Prospector 5×5  | サンデーサイレンス 4×4 Mr. Prospector 5×5  | [ § 4 ]             |
| 出典                              | 1. 2. 3. 4.                                | 1. 2. 3. 4.                                | 1. 2. 3. 4.                                | 1. 2. 3. 4.         |

- 祖母のミュージカルウェイは、仏G2ドラール賞など重賞3勝の実績馬。
- 伯母にミッキークイーン（2015年オークス、秋華賞）がいる。
- いとこにブレイディヴェーグ（2023年エリザベス女王杯）、エピファニー（2024年小倉大賞典）、ミッキーゴージャス（2024年愛知杯 ミッキークイーン産駒）がいる。